# ボスニア・ヘルツェゴビナの歴史
ボスニア・ヘルツェゴビナの歴史（ボスニア・ヘルツェゴビナのれきし、Историја Босне и Херцеговине、History_of_Bosnia_and_Herzegovina）について、この項目では記述する。

## 中世
ボスニア・ヘルツェゴビナは、長い間他の国に支配されていたが、12世紀前半にクリンがボスニア中部を統一し、ボスニア王国を建国。その後、領土を拡大し、衰退するセルビアに代わってこの地域の最大勢力となった。

## 近世
1463年、バルカン半島に進出したオスマン帝国がボスニアへ侵攻。その後400年間に渡りオスマン帝国の支配が続いた。しかし、1873年に起こった農民の反乱がきっかけで起こった露土戦争によるベルリン条約で、オーストリア=ハンガリー帝国の支配下に移った。

## 現代

### ボスニア・ヘルツェゴビナ紛争
1992年、当時ユーゴスラビアの構成国だったボスニア・ヘルツェゴビナは、スロベニア・クロアチア・北マケドニアに続いて独立宣言をした。しかし、ボスニア・ヘルツェゴビナは他民族国家であったため、独立を巡って問題があり、ボスニア・ヘルツェゴビナ紛争が発生した。EUや国際連合が和平案を提示したが、同意を受けることはできず、紛争は長期化した。1995年には、NATOによる空爆が開始され、多くの死者が出た。1995年11月、アメリカ合衆国主導でデートン和平合意が成立。これにより、国連監視のもとで、ムスリム系とクロアチア系の「ボスニア・ヘルツェゴビナ連邦」とセルビア系の「セルビア人共和国」の二つの政体による一つの主権国家が成立した。